# Portunus armatus
 (septembre 2021).
Si vous disposez d'ouvrages ou d'articles de référence ou si vous connaissez des sites web de qualité traitant du thème abordé ici, merci de compléter l'article en donnant les références utiles à sa vérifiabilité et en les liant à la section « Notes et références ».
Espèce
Portunus armatus (syn. portunus (Portunus) armatus, Neptunus armatus), le Crabe des fleurs, Crabe bleu, Crabe nageur bleu, Crabe Manne bleu ou Crabe de sable, est une espèce de crabes de grande taille qui se rencontre dans les estuaires intertidaux autour de la majeure partie de l'Australie et à l'est de la Nouvelle-Calédonie. 

## Description
Les mâles sont de couleur bleu vif avec des taches blanches et des chélipèdes typiquement longs, tandis que les femelles ont un vert/brun plus terne, avec une carapace plus arrondie.[réf. nécessaire] Sa carapace peut mesurer de 2 à 20 centimètres de large.

## Habitat et répartition
Il est principalement présent dans les baies marines et les estuaires, mais également dans les eaux côtières. Son habitat est benthique et préfère les fonds sableux et vaseux, plutôt plats, et la présence d'algues et herbes marines.
Il est nativement présent dans l'Ouest du bassin Indo-Pacifique dans une profondeur allant de 0 à 50 mètres. 

## Écologie
P. pelagicus pénètre couramment dans les estuaires pour se nourrir et s'abriter. Son cycle de vie dépend des estuaires, car les larves et les jeunes juvéniles utilisent ces habitats pour leur croissance et leur développement. Avant l'éclosion, la femelle se déplace dans des habitats marins peu profonds, libère ses œufs et les larves de zoé I nouvellement écloses se déplacent dans les estuaires. Pendant ce temps, ils se nourrissent de plancton microscopique et passent du stade zoé I au stade zoé IV (environ huit jours) puis au stade larvaire final de mégalope (durée de quatre à six jours). Ce stade larvaire se caractérise par de grands chélipèdes utilisés pour attraper des proies. Une fois que la mégalope s'est métamorphosée au stade de crabe, elle continue de passer du temps dans les estuaires, ce qui lui fournit un habitat convenable pour s'abriter et se nourrir. Cependant, des preuves ont montré que les jeunes juvéniles ne peuvent pas tolérer de faibles salinités pendant de longues périodes, ce qui est probablement dû à leurs faibles capacités d'hyper-osmorégulation. Cela peut expliquer leur émigration massive des estuaires vers l'eau de mer pendant la saison des pluies. Les Portunus pelagicus mâles sont censés devenir plus territoriaux dans les eaux plus froides. Cela peut expliquer pourquoi les mâles sont rarement aperçus à proximité les uns des autres dans les eaux plus tempérées <; cela peut également expliquer pourquoi les femelles semblent plus prolifiques dans ces domaines[pas clair].[réf. nécessaire]

## Systématique
Le nom scientifique complet (avec auteur) de ce taxon est Portunus armatus (A.Milne-Edwards, 1861).
Portunus armatus a pour synonymes :
- Neptunus armatus A.Milne-Edwards, 1861
- Portunus (Portunus) armatus (A.Milne-Edwards, 1861)

### Publications
- Alphonse Milne-Edwards, Études zoologiques sur les Crustacés récents de la famille des Portuniens, Paris, Archives du Muséum d'Histoire naturelle, 1861, 309-428 p. (lire en ligne), XXVIII–XXXVIII, chap. 10[1].
- (en) Spiridonov, V. A., Neretina, T. V. et Schepetov, D., « Morphological characterization and molecular phylogeny of Portunoidea Rafinesque, 1815 (Crustacea Brachyura) : Implications for understanding evolution of swimming capacity and revision of the family-level classification », Zoologischer Anzeiger - A Journal of Comparative Zoology, vol. 253, no 5,‎ 2014, p. 404-429[4].

## Classification
Selon la publication de Joelle C. Y. Lai et al. en août 2010, la systématique de l'espèce Portunus pelagicus (Linnaeus, 1758) est remise en cause, plusieurs espèces ont été comparées, à savoir Portunus pelagicus, Portunus segnis, Portunus reticulatus et Portunus armatus.
Haplotype :
- 100
  - >0.1 ou N/A
    - Charybdis lucifera
    - Portunus sanguinolentus (en)

  - Portunus trituberculatus
  - >0.1 ou N/A
    - 100
      - Portunus segnis (en)
      - Portunus pelagicus

    - 98

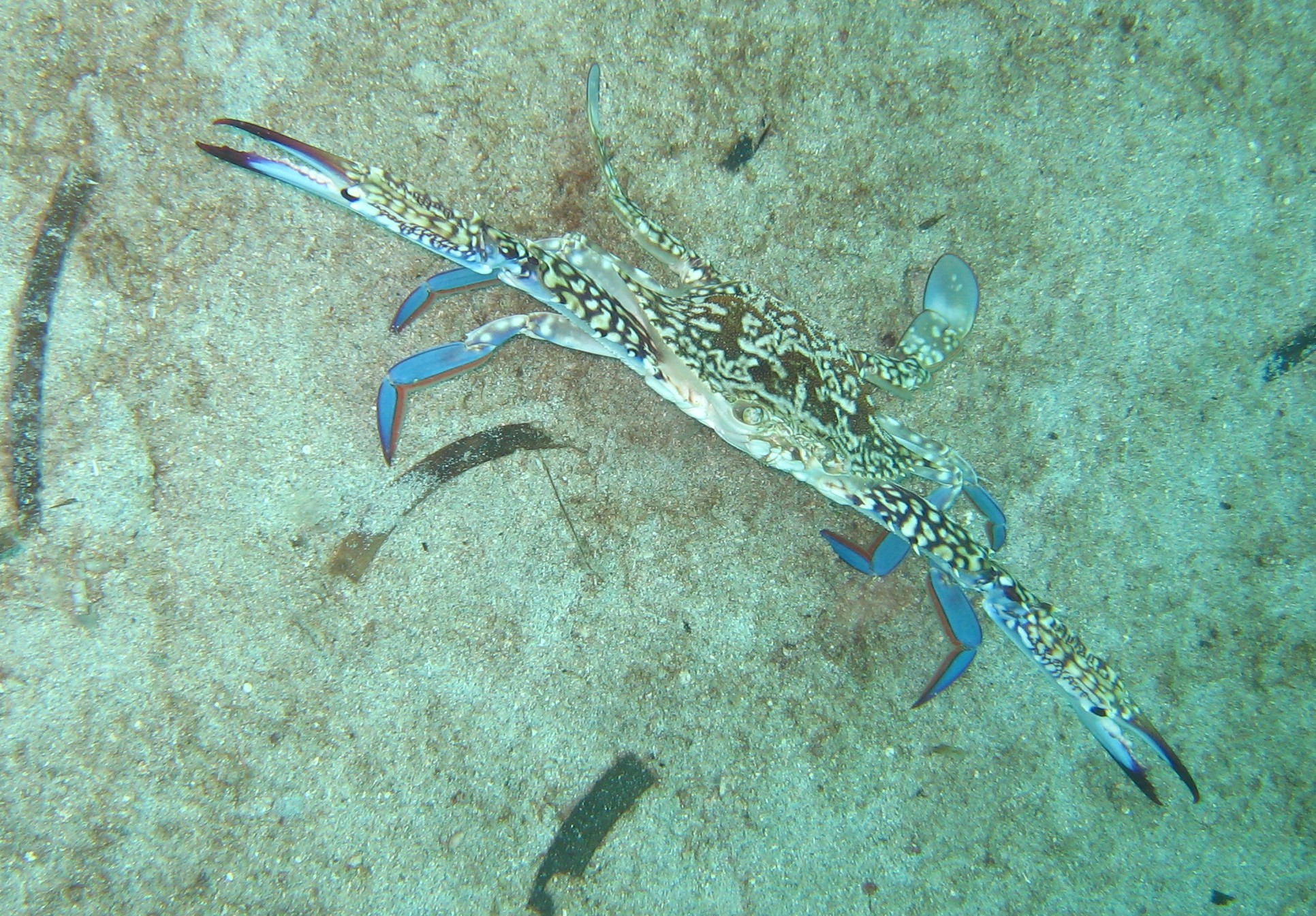
Portunus pelgicus mâle territorial, en position de défense.

      - partagé P. reticulatus / P. peligicus
      - 99
        - Portunus reticulatus
        - P. armatus

Portunus armatus semble apparenté à Portunus peligicus, ils auraient suivi une divergence évolutive il y a 3,3 à 5,4 millions d'années. En revanche, il ne serait différent de Portunus trituberculatus qu'à 14,7 %, de Portunus sanguinolentus de 18 % et de Charybdis lucifera de 18.3 %. Son ancêtre n'a pas pu être déterminé, en raison de sa proximité avec P. reticulatus.